# Takeaki Momose
Takeaki Momose (百瀬 武昭, Momose Takeaki; ...) è un fumettista giapponese.
Le sue serie originali più note sono Miami Guns e Magikano, entrambe trasposti in anime all'epoca della loro serializzazione.

Tra le sue opere sono finora giunte in Italia solo Miami Guns e la trasposizione cartacea del famoso anime Rahxephon.

## Opere

### In corso
- Matome X Saito (まとめ×さいと?, Matome X Saito), shōnen, 2012 Fujimi Shobō

### Complete
Elenco delle opere completate:
- Miami Guns (マイアミ☆ガンズ?, Maiami☆ ganzu), shōnen, 1997-1998 Kōdansha, pubblicata in Italia da Play Press
- Rahxephon (ラーゼフォン?, Rāzefon) (solo i disegni), shōnen, 2001-2002 Shogakukan, pubblicata in Italia da Planet Manga
- Magikano (マジカノ?, Majikano), shōnen, 2003-2008 Kōdansha
- Kami Sen (かみせん。?), shōnen, 2009-2011 Fujimi Shobō
- Angel Fake - Nisimono Tenshi (エンジェルフェイク 偽物天使?, Enjerufeiku nisemono tenshi), seinen, 2010-2011 Kōdansha